# エリック・シェル
エリック・セク・シェル（Éric Sékou Chelle, 1977年11月11日 - ）は、コートジボワール・アビジャン出身の元サッカー選手、サッカー指導者。現役時代のポジションはディフェンダー（センターバック）。

## 経歴
FCマルティーグでプロキャリアをスタートさせると2000-02シーズンの2年間でリーグ・ドゥでプレー。2003年にヴァランシエンヌFCに移籍し2006年にはリーグ・アンデビューした。2008年にRCランスに移籍、キャプテンを務めた。2011年、フリーでFCイストルへと移った。

## 代表歴
マリ代表として2004年にデビューし、2006年までに5試合に出場した。

## タイトル
- RCランス

リーグ・ドゥ(1): 2008-09

## 所属クラブ
- マルティーグ 1998-2003
- ヴァランシエンヌ 2003-2008
- ランス 2008-2011
- イストル 2011-2013
- シャモア・ニオール 2013-2014